# Nueva Derecha (Grecia)
Nueva Derecha (en griego: Νέα Δεξιά, romanizado: Néa Dexiá) es un partido político griego de ideología nacionalconservadora y de extrema derecha. El partido fue fundado en mayo de 2016 por el abogado Faílos Kranidiotis, exasesor del ex primer ministro Andonis Samarás hasta que Kranidiotis fue cesado del partido Nueva Democracia. En mayo de 2022, el partido anunció una nueva coalición con Recrear Grecia con el nombre de Creación Nacional.

## Historia
Faílos Kranidiotis, abogado y exasesor del ex primer ministro Andonis Samarás, fundó el nuevo partido en mayo de 2016, poco después de ser cesado del partido conservador Nueva Democracia por su líder Kyriakos Mitsotakis debido a unos comentarios controvertidos en la red.
En junio de 2016, Kranidiotis anunció el Consejo Nacional (presídium).
Desde 2018, la Nueva Derecha es miembro del Movimiento Europa de las Naciones y de las Libertades.

## Resultados electorales

### Parlamento Europeo
| Parlamento Europeo | Parlamento Europeo | Parlamento Europeo | Parlamento Europeo | Parlamento Europeo | Parlamento Europeo | Parlamento Europeo | Parlamento Europeo |
| Elección           | Votos              | Votos              | Votos              | Escaños            | Escaños            | Posición           | Líder              |
| Elección           | N.º                | %                  | ±pp                | N.º                | +/−                | Posición           | Líder              |
| ------------------ | ------------------ | ------------------ | ------------------ | ------------------ | ------------------ | ------------------ | ------------------ |
| 2019               | 37 512             | 0,66%              | Nuevo              | 0/21               | Crecimiento        | 19                 | Faílos Kranidiotis |